# Roche Ndaba
 (avril 2023).

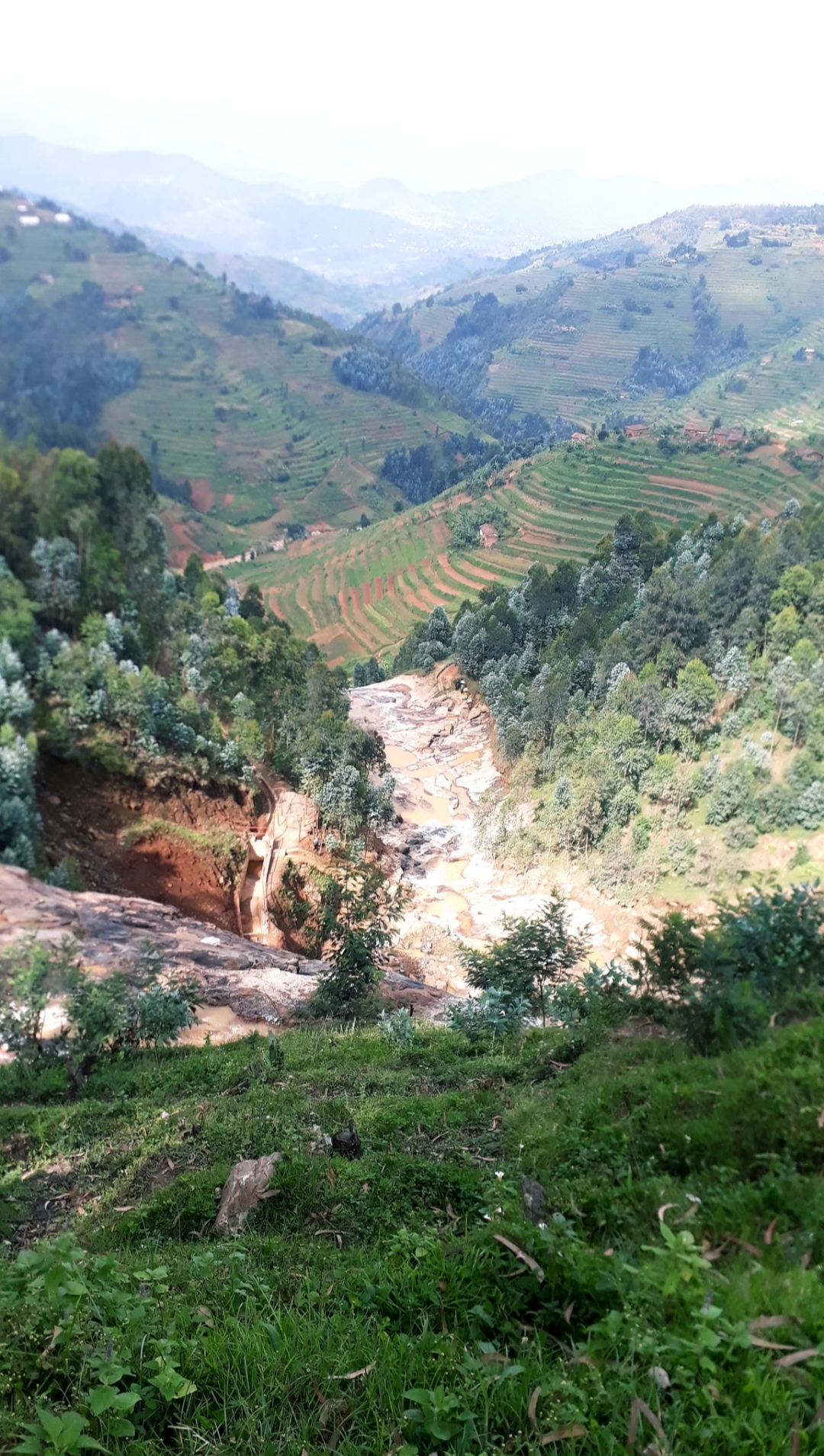
Roche Ndaba.

La roche Ndaba, communément appelé Urutare rwa Ndaba en kinyarwanda, est un lieu touristique culturel et historique situé au Rwanda. La roche et les cascades de Ndaba sont l'une des attractions touristiques le plus populaires du district de Karongi, en raison notamment de l'histoire mythique qui l'entoure.

## Histoires mythiques
L'histoire raconte qu'avant l'aube de la civilisation, un Ndaba bien connu résidait dans la forêt entourant le roche et chassait pendant un certain temps. Alors qu'il chassait du gibier et cherchait du miel avec ses copains, il tomba sur un roche avec un grand trou d'abeilles. Il est allé au trou parce qu'il était curieux et ambitieux, et il a vu beaucoup de miel couler des nids d'abeilles. Il a appelé ses copains, leur disant ce qu'il avait trouvé et les exhortant à aller au fond et à en récupérer une partie. Il a plongé dans le trou pour obtenir du miel avant que ses compagnons n'arrivent, et une fois qu'il était au fond, il a commencé à se nourrir de ce miel. Le miel était abondant au point que les abeilles étaient insouciantes, mais il mangeait avec excès et perdait sa vitalité à cause de sa faim. Alors que le soleil commençait à se coucher, les compagnons ont réalisé qu'il commençait à faire sombre, alors ils ont appelé son nom et lui ont demandé de se lever pour qu'ils puissent rentrer chez eux. Malheureusement, Ndaba avait le ventre tellement rempli qu'il n'a pas pu se relever. Ils ont choisi de l'abandonner, et quand il a tenté de sortir du trou, il a glissé et a chuté au fond, perdant la vie. Aujourd'hui, cette roche est connue sous le nom de roche Ndaba et abrite plusieurs chutes d'eau,.